# 伊瓦夫卡河
53°31′47″N 19°41′02″E / 53.5298°N 19.6840°E

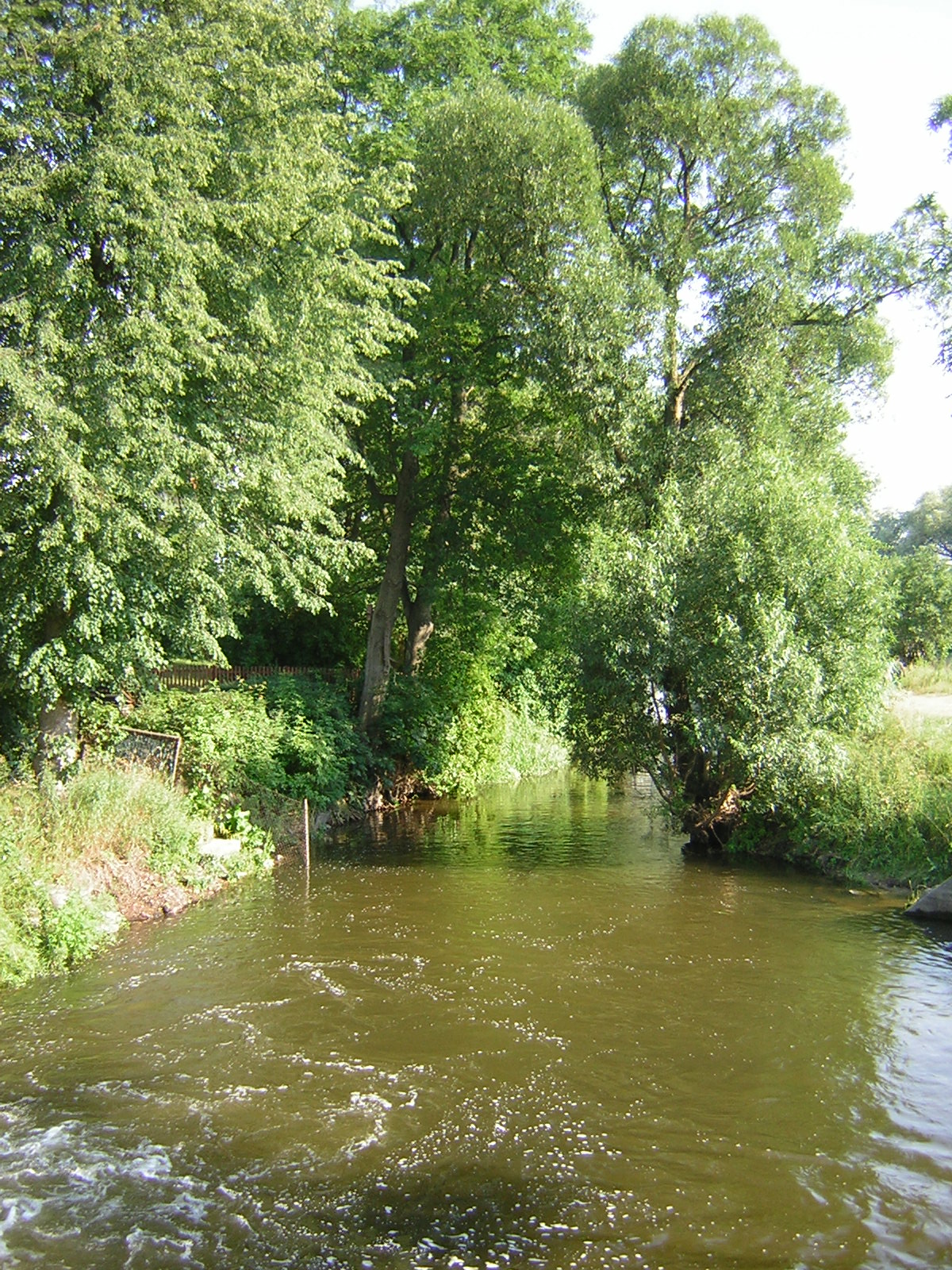

伊瓦夫卡河是波蘭的河流，位於該國西北部，處於瓦爾米亞-馬祖里省，屬於德爾文察河的右支流，河道全長46公里，發源自耶焦拉克湖，河口處在盧巴瓦附近。